# Campionati mondiali di biathlon 1974
I Campionati mondiali di biathlon 1974 si svolsero a Minsk, in Unione Sovietica, dal 27 febbraio al 1º marzo e contemplarono esclusivamente gare maschili. Nel programma venne introdotta la gara sprint sui 10 km. 

## Risultati

### Sprint 10 km
| Posizione | Atleta              | Nazione          | Tempo |
| --------- | ------------------- | ---------------- | ----- |
| 1         | Juhani Suutarinen   | Finlandia        | -     |
| 2         | Günther Bartnick    | Germania Est     | -     |
| 3         | Torsten Wadman      | Svezia           | -     |
| 4         | Gheorghe Gârniță    | Romania          | -     |
| 5         | Simo Halonen        | Finlandia        | -     |
| 7         | Nikolaj Kruglov     | Unione Sovietica | -     |
| 8         | Kåre Hovda          | Norvegia         | -     |
| 9         | Sune Adolfsson      | Svezia           | -     |
| 10        | Lars-Göran Arwidson | Svezia           | -     |

28 febbraio

### Individuale 20 km
| Posizione | Atleta             | Nazione          | Tempo |
| --------- | ------------------ | ---------------- | ----- |
| 1         | Juhani Suutarinen  | Finlandia        | -     |
| 2         | Gheorghe Gârniță   | Romania          | -     |
| 3         | Tor Svendsberget   | Norvegia         | -     |
| 4         | Heikki Ikola       | Finlandia        | -     |
| 5         | Aleksandr Tichonov | Unione Sovietica | -     |
| 6         | Josef Niedermeier  | Germania Ovest   | -     |
| 7         | Ivan Bjakov        | Unione Sovietica | -     |
| 8         | Kjell Hovda        | Norvegia         | -     |
| 9         | Yrjö Salpakari     | Finlandia        | -     |
| 10        | Jean-Claude Viry   | Francia          | -     |

27 febbraio

### Staffetta 4x7,5 km
| Posizione | Nazione          | Atleti                                                             | Tempo |
| --------- | ---------------- | ------------------------------------------------------------------ | ----- |
| 1         | Unione Sovietica | Aleksandr Tichonov Aleksandr Ušakov Nikolaj Kruglov Jurij Kolmakov | -     |
| 2         | Finlandia        | Simo Halonen Heikki Flöjt Juhani Suutarinen Heikki Ikola           | -     |
| 3         | Norvegia         | Kjell Hovda Kåre Hovda Terje Hanssen Tor Svendsberget              | -     |

1º marzo

## Medagliere per nazioni
| Posizione | Nazione          | Oro | Argento | Bronzo | Totale |
| --------- | ---------------- | --- | ------- | ------ | ------ |
| 1         | Finlandia        | 2   | 1       | 0      | 3      |
| 2         | Unione Sovietica | 1   | 0       | 0      | 1      |
| 3         | Germania Est     | 0   | 1       | 0      | 1      |
| 3         | Romania          | 0   | 1       | 0      | 1      |
| 5         | Norvegia         | 0   | 0       | 2      | 2      |
| 6         | Svezia           | 0   | 0       | 1      | 1      |